# کینگ ایر چارتر
کینگ ایر چارتر (به انگلیسی: King Air Charter) یک شرکت هواپیمایی است. دفتر مرکزی کینگ ایر چارتر در فرودگاه بین‌المللی لانسریا، آفریقای جنوبی واقع شده‌است و قطب این شرکت هواپیمایی در فرودگاه بین‌المللی لانسریا قرار دارد.